# McConnellsburg
McConnellsburg är administrativ huvudort i Fulton County i delstaten Pennsylvania. Enligt 2010 års folkräkning hade McConnellsburg då 1 220 invånare.